# العلاقات المالديفية الكولومبية
العلاقات المالديفية الكولومبية هي العلاقات الثنائية التي تجمع بين المالديف وكولومبيا.

## مقارنة بين البلدين
هذه مقارنة عامة ومرجعية للدولتين:
| وجه المقارنة                                              | المالديف       | كولومبيا        |
| --------------------------------------------------------- | -------------- | --------------- |
| المساحة (كم2)                                             | 298            | 1.14 مليون      |
| عدد السكان (نسمة)                                         | 436.33 ألف     | 49.07 مليون     |
| الكثافة السكانية (ن./كم²)                                 | 146.42 ألف     | 43.04           |
| العاصمة                                                   | ماليه          | بوغوتا          |
| اللغة الرسمية                                             | اللغة الديفهي  | اللغة الإسبانية |
| العملة                                                    | روفيه مالديفية | بيزو كولومبي    |
| الناتج المحلي الإجمالي (بليون دولار)                      | 4.60 مليار     | 309.19 مليار    |
| الناتج المحلي الإجمالي (تعادل القوة الشرائية) بليون دولار | 5.23 مليار     | 724.96 مليار    |
| الناتج المحلي الإجمالي الاسمي للفرد دولار أمريكي          | 8.39 ألف       | 7.60 ألف        |
| الناتج المحلي الإجمالي للفرد دولار أمريكي                 | 12.53 ألف      | 13.36 ألف       |
| مؤشر التنمية البشرية                                      | 0.706          | 0.720           |
| رمز المكالمات الدولي                                      | +960           | +57             |
| رمز الإنترنت                                              | .mv            | .co             |
| المنطقة الزمنية                                           | ت ع م+05:00    | 00              |

## منظمات دولية مشتركة
يشترك البلدان في عضوية مجموعة من المنظمات الدولية، منها:
| علم المنظمة | اسم المنظمة                        | تاريخ انضمام المالديف | تاريخ انضمام كولومبيا |
| ----------- | ---------------------------------- | --------------------- | --------------------- |
|             | وكالة ضمان الاستثمار متعدد الأطراف | 19 مايو 2005          | 30 نوفمبر 1995        |
|             | منظمة الشرطة الجنائية الدولية      | ?                     | ?                     |
|             | منظمة حظر الأسلحة الكيميائية       | ?                     | ?                     |
|             | منظمة التجارة العالمية             | ?                     | ?                     |
|             | الأمم المتحدة                      | 21 سبتمبر 1965        | 5 نوفمبر 1945         |
|             | مؤسسة التمويل الدولية              | 2 فبراير 1983         | 20 يوليو 1956         |
|             | يونسكو                             | 18 يوليو 1980         | 31 أكتوبر 1947        |
|             | مؤسسة التنمية الدولية              | 13 يناير 1978         | 16 يونيو 1961         |
|             | البنك الدولي للإنشاء والتعمير      | 13 يناير 1978         | 24 ديسمبر 1946        |
|             | الاتحاد البريدي العالمي            | ?                     | ?                     |
|             | الاتحاد الدولي للاتصالات           | 28 فبراير 1967        | 25 أغسطس 1914         |

## وصلات خارجية
- موقع وزارة الخارجية المالديفية
- موقع وزارة الخارجية الكولومبية